# 馬項駅
馬項駅（マハンえき）は大韓民国全羅南道潭陽郡にかつて存在した、朝鮮総督府鉄道光州線の駅である。

## 歴史
- 1922年12月1日 - 開業[1]。
- 1944年6月15日 - 廃止[2]。